# Брюмер
Брюме́р (фр. brumaire фр. вимова: [bʁymɛʁ], від brume — «густа імла», «туман») — другий місяць (22/23 жовтня — 20/21 листопада) французького республіканського календаря, що діяв з жовтня 1793 по 1 січня 1806.
У політиці та історії брюмер пов'язують з переворотом 18 брюмера VIII року (9 листопада 1799), який привів генерала Наполеона Бонапарта до влади у Франції
Як і усі місяці французького республіканського календаря, брюмер складався з 30 днів, що поділялися на 3 декади. Кожен день мав назву сільськогосподарської рослини, крім п'ятого та десятого дня, що мали назву свійської тварини або сільськогосподарського приладу відповідно.